# Брезје при Гросупљем
Брезје при Гросупљем (словен. Brezje pri Grosupljem) насеље западно од Гросупља у општини Гросупље, централна Словенија, покрајина Долењска. Општина припада регији Средишња Словенија.
Налази се на надморској висини 335,9 м, површине 2,45 км². Приликом пописа становништва 2002. године насеље је имало 131 становника.

## Име
Старо име насеља Брезје помењено је 1953. у Брезје при Гросупљем.
.